# مصطفى النتشة
مصطفى عبد النبي النتشة (1930-2017) رجل أعمال فلسطيني، من مواليد الخليل. تابع دراسته العليا في الهندسة الكيمائية عام 1956 بالقاهرة ثم شهادة دبلوم في الإدارة الصناعية من هولندا عام 1960، انتخب نائبا لرئيس بلدية الخليل عام 1980 وبقي في المنصب حتى عام 1983، فقامت السلطات الإسرائيلية بعزل المجلس البلدي المنتخب فعين عضواً في الوفد الفلسطيني- الأردني المشترك إلى مؤتمر مدريد للسلام عام 1991 حتى استقالته من الوفد عام 1992.
عينته السلطة الوطنية الفلسطينية رئيساً لبلدية الخليل في نيسان 1994 حتى 2006، كان عضوا ًفي المفاوضات الفلسطينية الإسرائيلية التي أدت إلى "اتفاق الخليل" في كانون الثاني عام 1997، ناشط في عدة صناعات منها قطع الحجارة والتعليب. مدير شركة الصناعات الزراعية في الخليل، تم احالته للتقاعد في العام 2007، وتوفي عام 2017.

## مناصبه
- عضو مجلس أمناء جامعة النجاح الوطنية.[5]
- عضو المجلس الوطني الفلسطيني.[6]
- نائب رئيس لجنة اعمار الخليل.